# Fibrilläre Glomerulonephritis
Die fibrilläre Glomerulonephritis ist eine seltene Erkrankung des Nierenkörperchens, die in etwa 1 % der Fälle gefunden wird, in denen eine Gewebsprobe der Niere entnommen wurde. Die Erkrankung ist gekennzeichnet durch Ablagerung von Fibrillen in zufälliger Anordnung im Nierenkörperchen. Die Fibrillen sind fadenförmige, nur im Elektronenmikroskop sichtbare, unverzweigte Strukturen. Diese Fibrillen ähneln den Ablagerungen, die bei der Amyloidose gefunden werden, sind aber größer und lassen sich nicht mit Kongorot anfärben.

## Pathogenese
Die Pathogenese der fibrillären Glomerulonephritis ist nicht bekannt. In den Fibrillen wurden Immunglobulin G, Komplementkomponente C3 und Amyloidkomponente P nachgewiesen. Es ist aber nicht geklärt, ob die Fibrillen aus IgG bestehen, oder ob sich das IgG sekundär an ein bislang unbekanntes Protein angelagert hat, aus dem die Fibrillen bestehen.

## Klinik
Die fibrilläre Glomerulonephritis tritt meist in einem mittleren Lebensalter auf (Häufigkeitsgipfel 55–60. Lebensjahr). Bei Kindern ist die Erkrankung selten. Meist findet sich eine vermehrte Ausscheidung von Eiweiß im Urin (Proteinurie), in der Hälfte der Fälle besteht ein Nephrotisches Syndrom mit Eiweißausscheidung über 3,5 g/Tag, vermindertem Eiweißgehalt im Blut (Hypoproteinämie), Wassereinlagerungen in das Gewebe (Ödemen) und Fettstoffwechselstörung (Hyperlipoproteinämie). In 60 % der Fälle sind rote Blutkörperchen (Erythrozyten) im Urin nachweisbar (Hämaturie), in ca. 75 % der Fälle liegt Bluthochdruck vor. Bislang ist keine spezifische Laboruntersuchung bekannt, mit der die Diagnose gesichert werden könnte. In Einzelfällen wurde bei Patienten mit fibrillärer Glomerulonephritis eine chronische Hepatitis C nachgewiesen.

## Diagnose
Die Diagnose kann nur durch feingewebliche Untersuchung einer Gewebeprobe aus der Niere gestellt werden.
Im Lichtmikroskop finden sich in den Strukturen der Nierenkörperchen Ablagerungen eines amorphen Materials. Entzündungszellen fehlen im Allgemeinen. Die Ablagerungen lassen sich mit Kongorot nicht anfärben, der histochemische Nachweis auf Amyloid ist negativ.
Die immunhistologische Untersuchung zeigt meist Ablagerungen von polyklonalem IgG und Leichtketten, selten sind monoklonale IgG- oder Leichtketten-Ablagerungen nachweisbar.
Im Elektronenmikroskop finden sich unverzweigte Fibrillen in zufälliger Anordnung. Die Dicke dieser fädigen Strukturen beträgt typischerweise 12–24 nm, meist 18–20 nm. Im Gegensatz dazu beträgt der Durchmesser von Amylodifibrillen typischerweise 8–15 nm, meist 8–12 nm.

## Therapie und Verlauf
Die Therapie besteht in der Behandlung der Folgekrankheiten des chronischen Nierenversagens. Eine spezifische Behandlung der fibrillären Glomerulonephritis ist nicht bekannt. Formale Therapiestudien wurden bislang nicht durchgeführt.
Die Prognose der fibrillären Glomerulonephritis ist häufig schlecht. In etwa der Hälfte der Fälle führt die Erkrankung innerhalb einiger Jahre zum völligen Verlust der Nierenfunktion mit der Notwendigkeit der Dialysebehandlung. Nach Nierentransplantation kann die fibrilläre Glomerulonephritis in der transplantierten Niere erneut auftreten (Rekurrenz) und zum Verlust des Transplantats führen.